# Böhmisch-Rixdorf

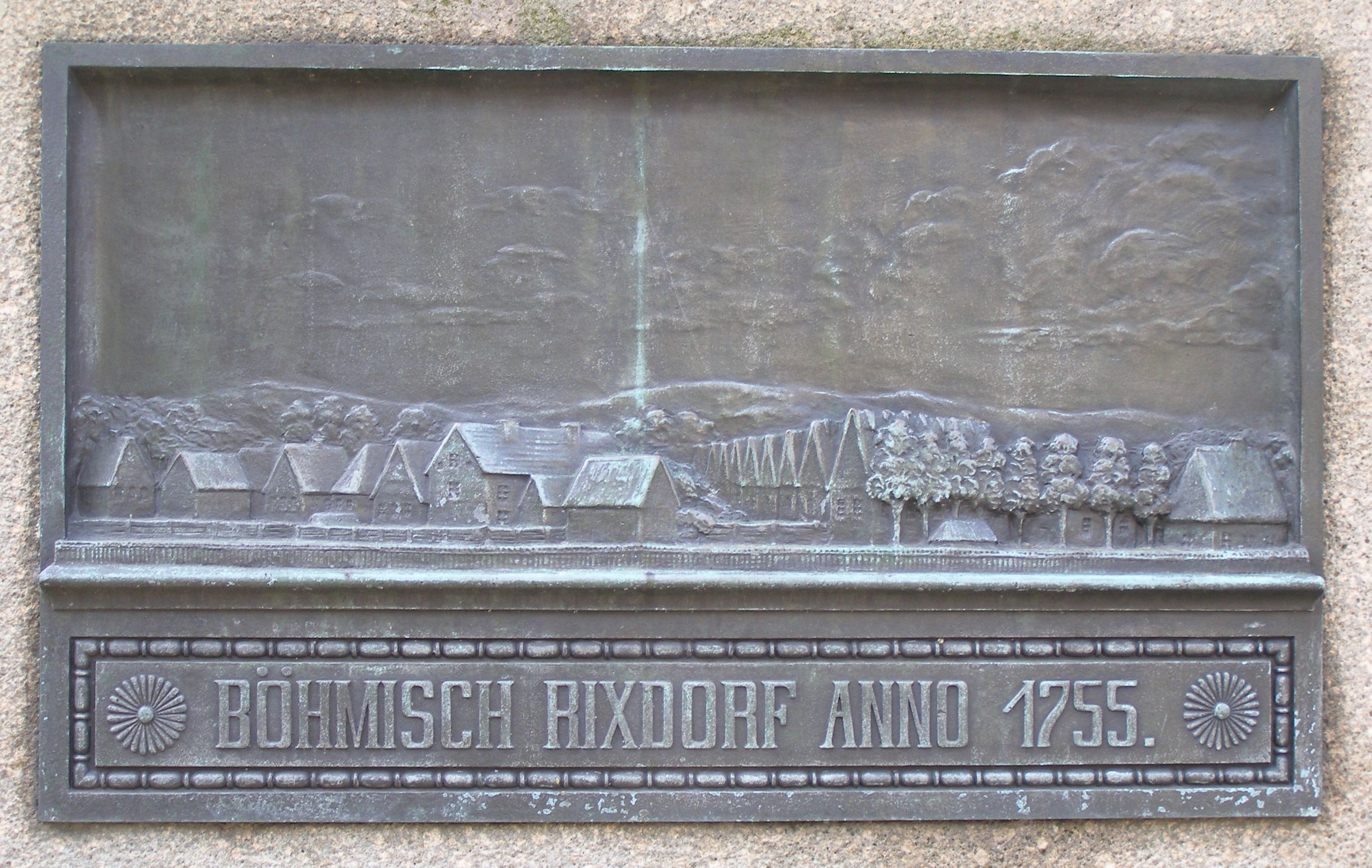
Placa al peu de l'estàtua de Frederic Guillem I de Prússia.

Böhmisch-Rixdorf (Rixdorf bohemi), avui també anomenat Böhmisches Dorf  en alemany i Ceský Rixdorf en txec (ambdós significant poble bohemi), era una petita comunitat protestant, fundada l'any 1737 per refugiats Protestants de Bohèmia a Berlín.
Antic municipi independent del districte de Teltow a la província prussiana de Brandenburg, al 1874 es va unir a "Deutsch-Rixdorf" per crear el nou municipi de "Rixdorf". Des del 1920, amb la Llei del Gran Berlín forma el barri de Neukölln dins del districte homònim de la capital alemanya.
Després de la batalla de la Muntanya Blanca de 1620 va començar a Bohèmia a un procés per reconvertir-la al catolicisme que va conduir a que en les dècades següents abandonessin cada vegada més el país els protestants. Alguns d'aquests foren convidats a establir-se al també protestant regne de Prússia pel rei Frederic Guillem I.